# 孝聖憲皇后
孝聖憲皇后（こうせいけんこうごう、満洲語: ᡥᡳᠶᠣᠣᡧᡠᠩᡤᠠ
ᡝᠨᡩᡠᡵᡳᠩᡤᡝ
ᡨᡝᠮᡤᡝᡨᡠᠯᡝᡥᡝ
ᡥᡡᠸᠠᠩᡥᡝᠣ、転写 (言語学)：hiyoošungga enduringge temgetulehe hūwangheo）は、清の雍正帝の側室で、乾隆帝の生母・皇太后。満洲鑲黄旗の出身。姓はニオフル（鈕祜禄）氏（Niohuru hala）。父は四品典儀官の凌柱（リンジュ）。

## 生涯
康熙44年（1705年）、13歳の時に多羅貝勒（ドロ・ベイレ）皇四子胤禛（後の雍正帝）の邸宅に輿入れし、ゲゲ（格格）となった。名門氏族の出身ながらも、父の身分は高くなかったので、嫡福晋のウラナラ氏はおろか、側福晋である年氏や李氏よりも位としては下であった。雍親王（胤禛）が病を患った際、ニオフル氏はかいがいしく看病し、それがきっかけで寵愛を受けたらしい。康熙50年（1711年）には四男の弘暦（後の乾隆帝）を雍親王府で出産した。
弘暦が10歳の時、雍親王が弘暦を連れて牡丹を観に円明園に赴き、康熙帝に謁見すると、弘暦は康熙帝に気に入られ、皇帝自ら皇宮で弘暦を養育した。これにより、ニオフル氏は雍親王の寵愛をさらに受けた。
雍親王が即位（雍正帝）すると、雍正元年（1723年）に熹妃に封じられて景仁宮に入り、雍正8年（1730年）にはさらに熹貴妃に封じられた。雍正9年（1731年）に孝敬憲皇后が逝去すると、宮中のことを取り仕切った。
乾隆42年（1777年）、慈寧宮で崩御した。享年86。死後、孝聖慈宣康恵敦和誠徽仁穆敬天光聖憲皇后の諡号を贈られ、雍正帝の泰陵の東北、泰東陵に葬られた。

## 子女
- 弘暦（乾隆帝）

## 登場作品
テレビドラマ
- 宮 パレス2〜恋におちた女官〜（2011年、演：ユエン・シャンシャン）
- 宮廷の諍い女（2011年-2012年、演：スン・リー）
- 如懿伝 〜紫禁城に散る宿命の王妃〜（2018年、演：ヴィヴィアン・ウー）
- 瓔珞〜紫禁城に燃ゆる逆襲の王妃〜（2018年、演：ソン・チュンリー）